# Танец проклятых
«Танец проклятых» (англ. Dance Of The Damned) — американский фильм режиссёра Кэтт Ши и продюсера Роджера Корман, снятый в 1989 году. 

## Сюжет
У стриптизёрши Джоди не всё ладится в жизни. И вот однажды она встречает обаятельного, но достаточно странного человека, который предлагает девушке 1000 долларов за возможность беседы всю ночь до утра. Но дома у незнакомца выясняется неприятная правда — этот красавчик вовсе не человек. Впрочем, странности на этом не заканчиваются — вампир оказывается изгоем среди своих и отчаянно нуждается помимо человеческой крови ещё и в простом общении.
Всё это выливается в странные отношения: вампир помогает Джоди встретиться с сыном, живущим у бывшего мужа, девушка, используя пляжный прожектор, помогает изгою хотя бы немного представить себе солнечный свет. Затем в стриптиз-клубе между ними возникает что-то типа близости. Потом вампир угощает Джоди своей кровью, что позволяет ей на какое-то время чувствовать то, что ощущают живые.
Но перед самым рассветом наступает время выбора. Девушке удаётся запереться в одной из комнат дома вампира и отодрать ставни, защищающие помещение от солнечного света. Понимая, что это фатально, вампир тем не менее входит в комнату, и его рука касается руки Джоди…

## В ролях
- Старр Андреефф — Джоди Хёртц
- Сирил О’Рейлли — вампир
- Дэбби Нассар — Донна
- Мария Форд — «учительница»
- Афена Уорси — девушка с лучевым ружьём
- Том Рубен — Кэбби
- Чак Ри — Дэниэл
- Дж. Бартелл — водитель
- Пэйсли — скинхед
- Эрик Коплин — панк

## Ремейк
В 2011 году было объявлено, что Ши снимет ремейк своего оригинального фильма: «Теперь я превратила фильм в гораздо более интересную историю любви. Мне нравится новый сценарий».